# 林增志
林增志（1593年—1667年），字任先，一字可任，自署此山道人，浙江瑞安縣人。明朝政治人物。

## 生平
萬曆四十三年（1615年）舉乙卯科浙江鄉試，崇禎元年（1628年）中進士，任湖廣蒲圻縣（今屬湖北省赤壁市）知縣。爲政廉潔，每月講學於明倫堂，當地士風丕變。擢翰林院編修。崇禎十年（1637年），爲東宮講官。十六年（1643年），任會試同考官，轉春坊。不久，轉少詹事。崇禎十七年（1644年）三月，李自成破北京，林增志南歸金陵，知馬士英必敗，固辭史可法推薦。次年，唐王徵其爲禮部右侍郎兼東閣大學士。隆武死难，增志出奔沙縣，至吕峰山出家，法號“法幢”。康熙五年（1666年），往括苍净觉寺，次年夏，因病返密印寺，於八月十二日圆寂。

## 家族
其先福建莆田人，後遷瑞安。

## 著作
著作有《天咫篇》、《清华品胜集》、《甲申同患纪行集》、《此山天籁集》、《密印集》、《雁游集》、《雪窦集》、《还乡集》、《完说通集》等，皆散佚。惟《法幢禅师语录》、《任先自订年谱》等傳世。